# 2018 ve fotografii

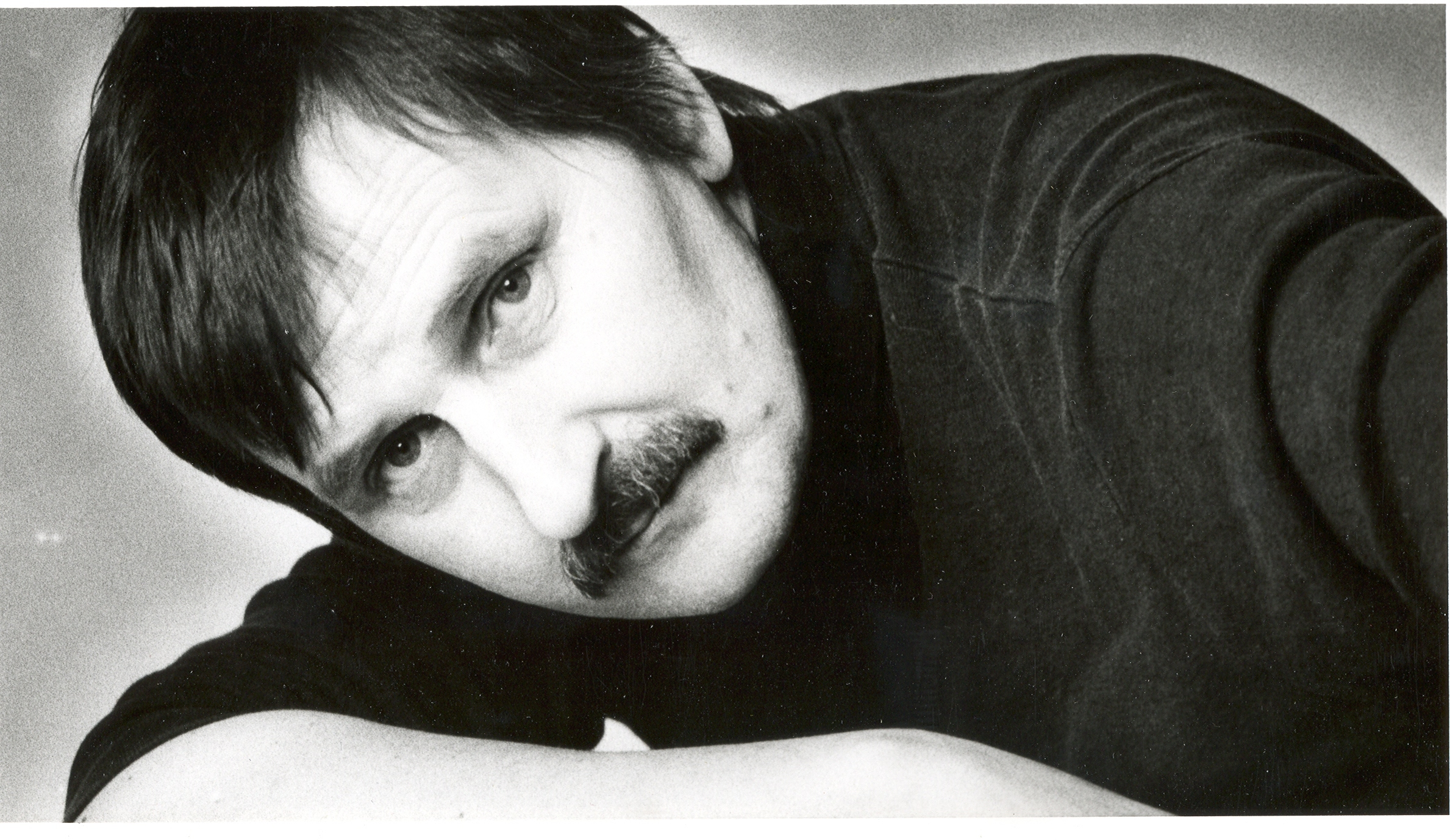
Dne 4. března zemřel český divadelní fotograf Jef Kratochvil

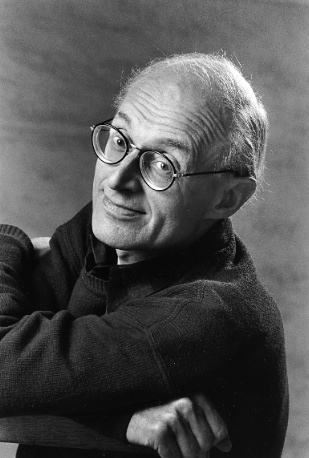
Dne 14. ledna 2018 zemřel dánský fotograf Erling Mandelmann

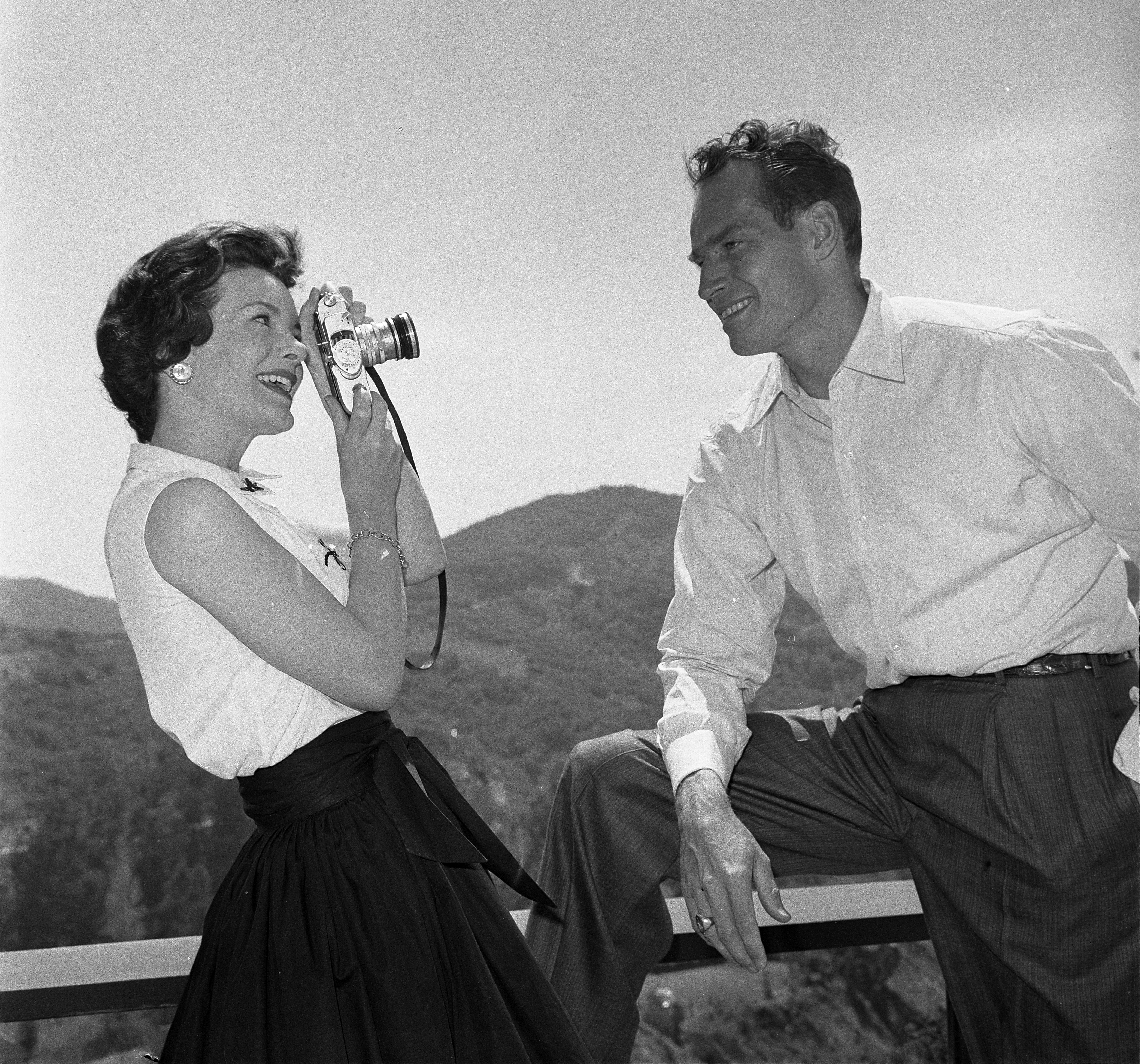
Lydia Clarke zemřela 3. září

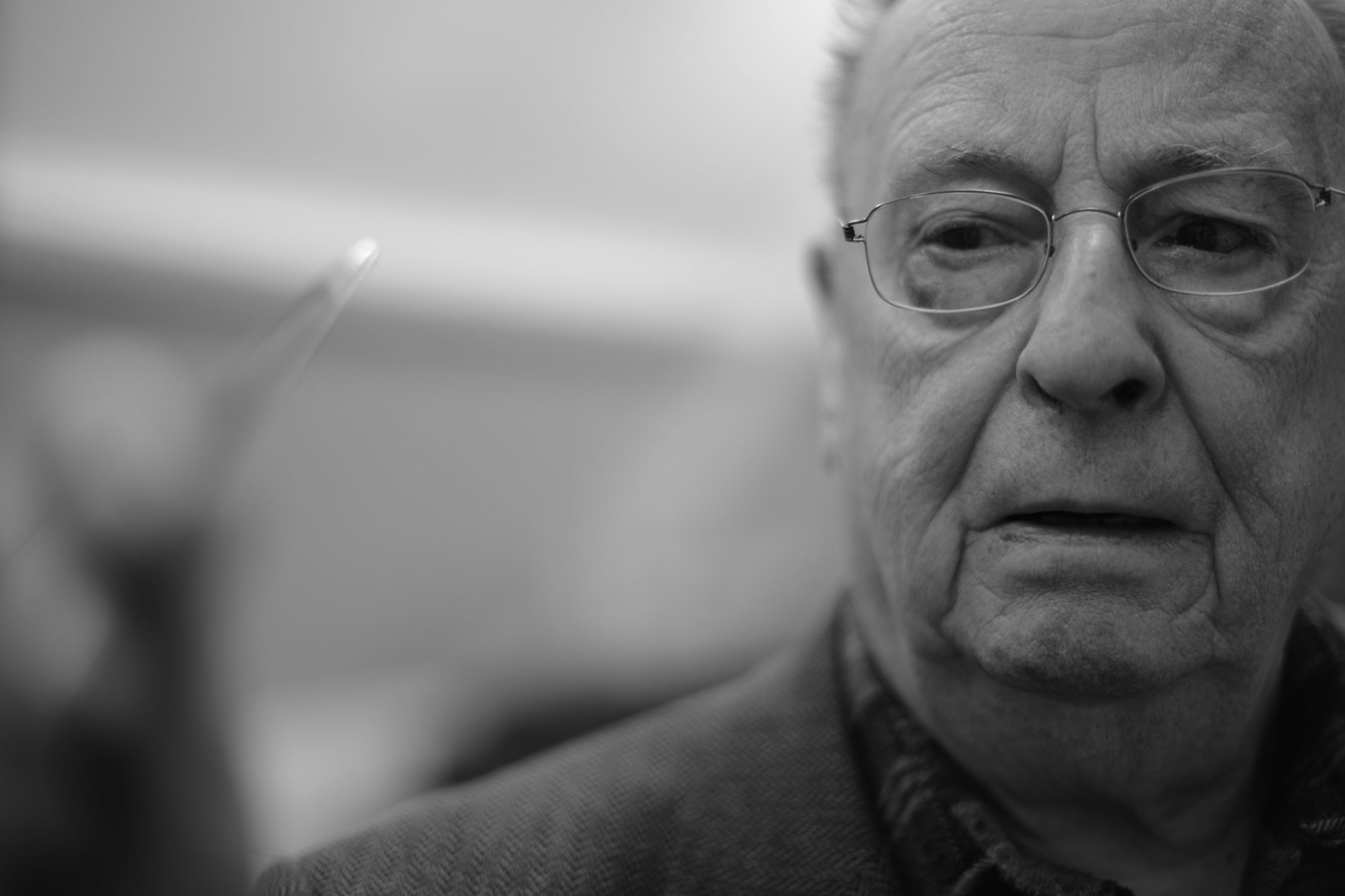
Co Westerik v roce 2018 zemřel

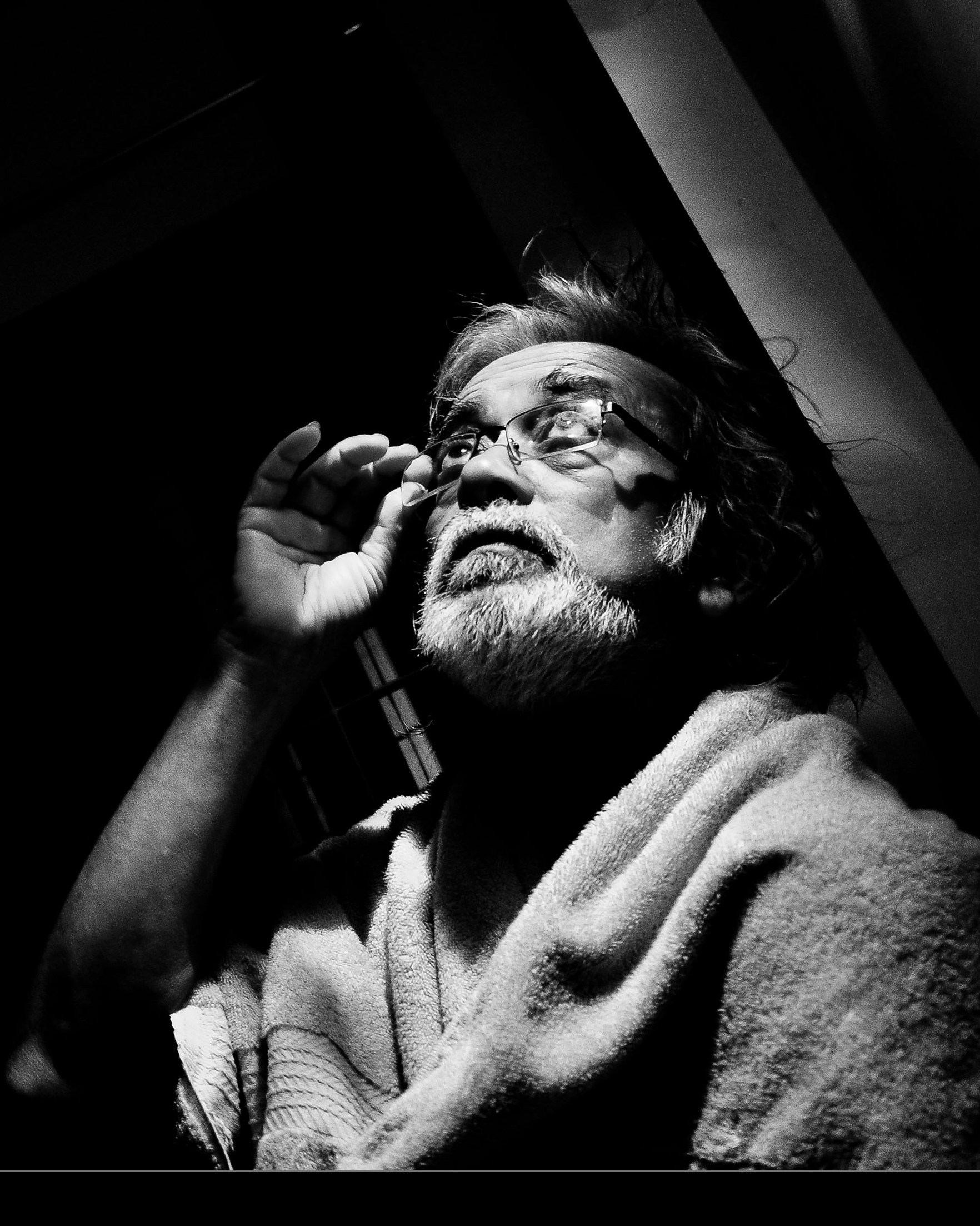
Anwar Hossain zemřel 1. prosince 2018

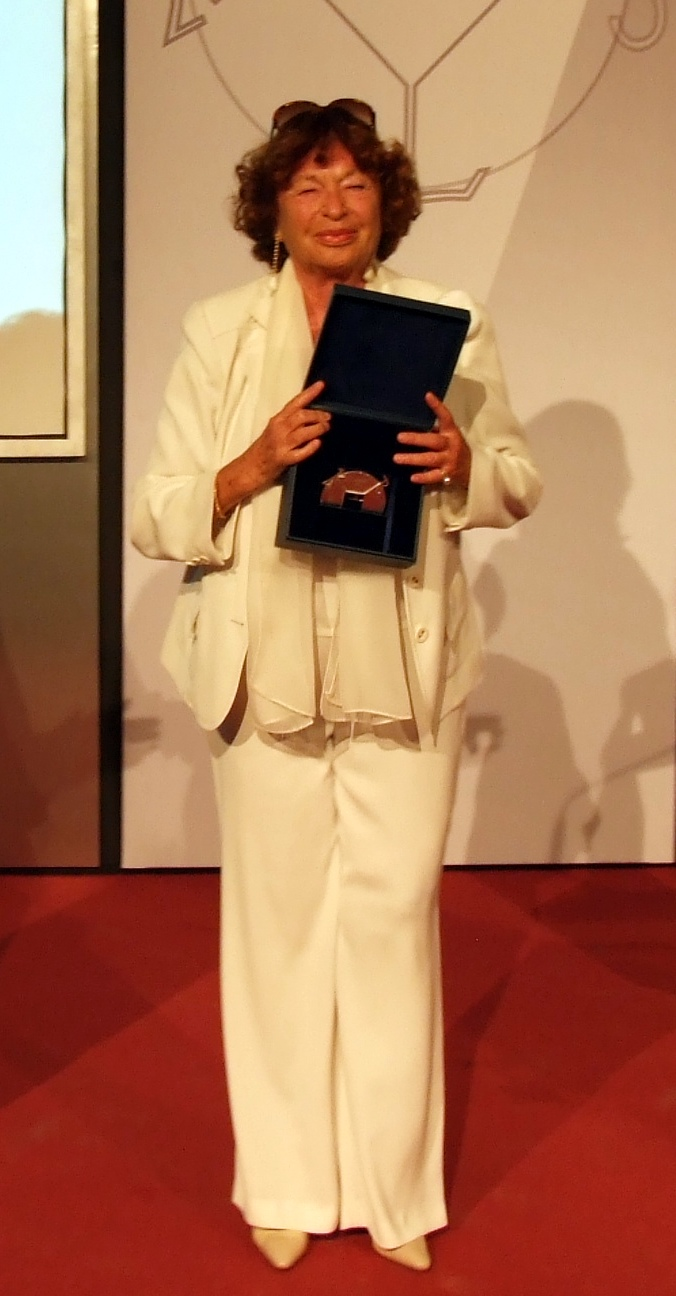
V roce 2018 zemřela také Inge Schönthal-Feltrinelli

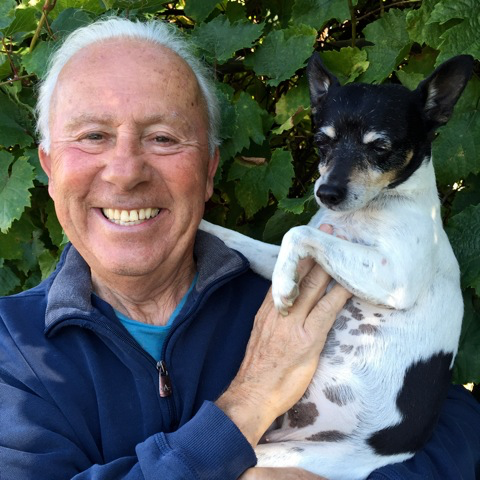
Henry Wessel zemřel na rakovinu plic

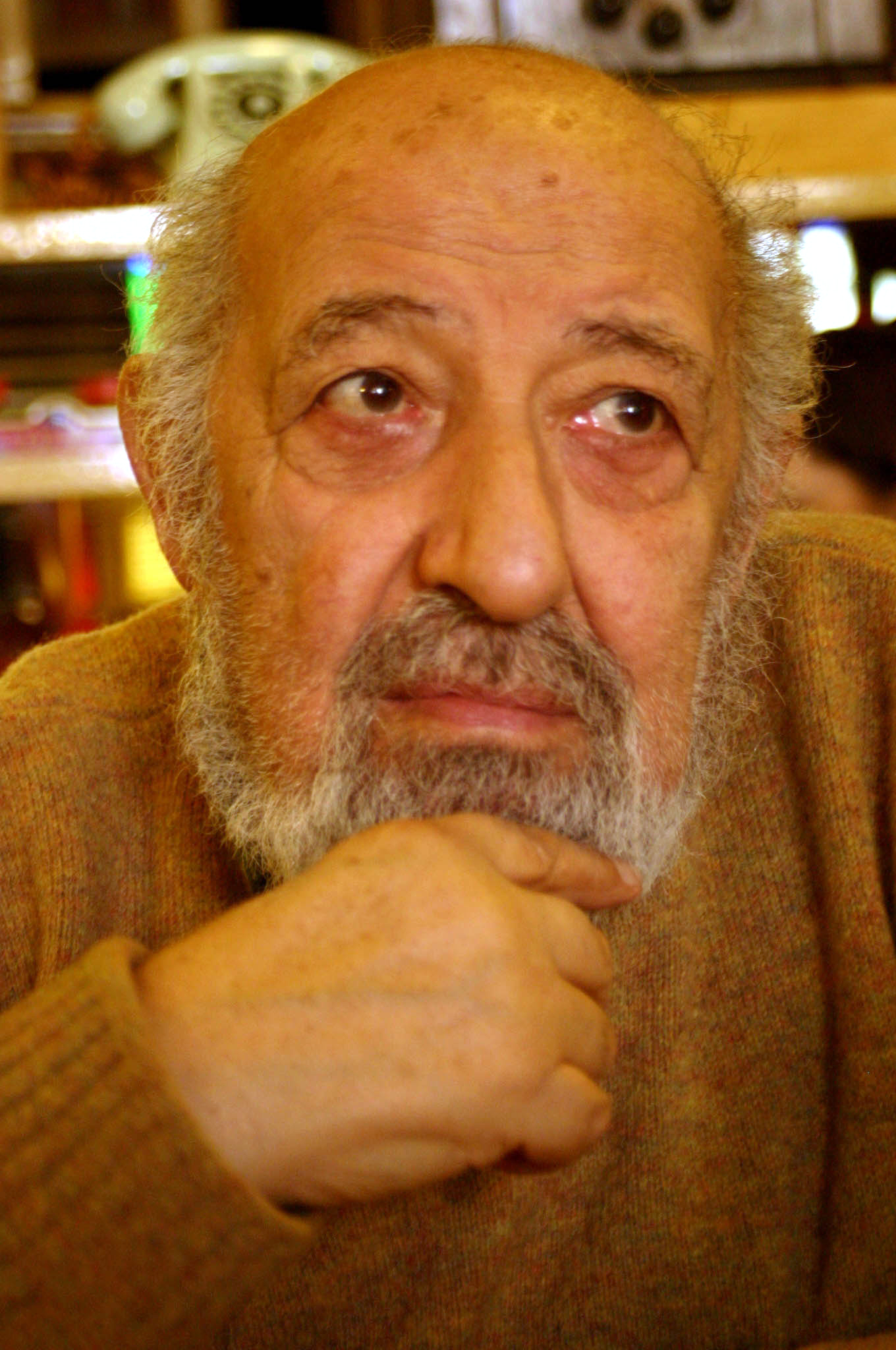
Istanbulské oko Ara Güler zemřel 17. října 2018

Tento článek obsahuje významné fotografické události v roce 2018.

## Události
- Režisérka Libuše Rudinská natočila celovečerní dokument o životu a díle Jindřicha Štreita Na tělo. Premiéra filmu proběhla 27. února v olomouckém kině Metropol.[1]

- Prague Photo, duben
- Měsíc fotografie, Bratislava
- Mezinárodní festival fotografie v Lodži, květen
- photokina, Kolín nad Rýnem, září
- 116. kongres Fédération photographique de France, počátek května
- 49. Rencontres d'Arles červenec–září
- 22. Festival international de la photo animalière et de nature, Montier-en-Der, každý třetí čtvrtek v listopadu
- Salon de la photo, Paříž, listopad
- Mois de la Photo, Paříž, listopad
- Paris Photo, polovina listopadu
- Visa pour l'image, Perpignan, začátek září
- Nordic Light, Kristiansund, Norsko
- 33. kongres FIAP, Turecko

## Ocenění
- Czech Press Photo – Lukáš Zeman, samice orangutana s umírajícím potomkem z Bornea.[2]
- World Press Photo – Ronaldo Schemidt, Agence France Presse[3][4][5]
- Prix Niépce – Stéphane Lavoué[6]
- Prix Nadar – Paul Fusco[7], za The Train. 8 juin 1968. Le dernier voyage de Robert F. Kennedy, vydal Éditions Textuel ISBN 978-2-84597-654-2
- Prix de photographie de l'Académie des beaux-arts – Flore za její projekt L'odeur de la nuit était celle du jasmin (Jasmínová vůně noci), série inspirovaná textem o Indočíně spisovatelky Marguerite Duras – Fotografie věcí, které vůbec neexistovaly...
- Prix HSBC pour la photographie – Antoine Bruy a Petros Efstathiadis[8]
- Prix Bayeux-Calvados des correspondants de guerre – Mahmud Hams – AFP Clashes on Gaza’s border – Palestina
- Prix Carmignac Gestion du photojournalisme – The Amazon. Vydání ceny je věnováno Amazonce a bude se zabývat otázkami souvisejícími s odlesňováním.[9]
- Prix Roger Pic – ?
- Prix Lucas Dolega – Narciso Contreras
- Prix Canon de la femme photojournaliste – Laura Morton[10]
- Prix Picto – ?
- Prix Tremplin Photo de l'EMI – ?
- Prix Voies Off – ?
- Prix Révélation SAIF – ?
- Cena Oskara Barnacka – Max Pinckers za Red Ink a Mary Gelman za cyklus Svetlana.[11][12]
- Prix Leica Hall of Fame – Bruce Davidson a Jürgen Schadeberg[13]
- Cena Ericha Salomona – Stephanie Sinclair
- Cena za kulturu Německé fotografické společnosti – Wolfgang Kemp
- Cena Hansely Miethové – Christoph Gertsch a Michael Krogerus (text), Julian Baumann (fotografie)[14]
- Zeiss Photography Award – Nick Hannes (Belgie) za cyklus Garden of Delight, což je série snímků pořízených v Dubaji. Autor zkoumá společnost prizmatem globalizace.
- Sony World Photography Awards[15]
- Cena Ansela Adamse – ?
- Cena W. Eugena Smithe – Mark Peterson
- Pulitzerova cena – ?
  -  Pulitzer Prize for Breaking News Photography – Ryan Kelly z The Daily Progress, za „mrazivý obraz popírající pud sebezáchovy fotografa, který se soustředil na zachycení okamžiku automobilového útoku během protestu v Charlottesville.“[16]
  -  Pulitzer Prize for Feature Photography – Fotografové Reuters „za šokující snímky ukazující světu násilí páchané na Rohingy prchající z Barmy do Myanmaru.“[17][18]
- Zlatá medaile Roberta Capy – Carolyn Van Houten, The Washington Post za cyklus „The road to Asylum: Inside the migrant caravans“.[19]
- Cena Inge Morathové – Melissa Spitz (USA), vítězka, za You Have Nothing to Worry About; Peyton Fulford (USA), finalistka, za Infinite Tenderness; Emily Kinni (USA), finalistka, za The Bus Stop
- Infinity Awards – Bruce Davidson, Dayanita Singh, Amber Brackenová, Samuel Fosso, Alexandra Bell, Natalie Keyssar a Maurice Berger.
- Lucie Awards – Lee Friedlander, Raghu Rai, Jane Evelyn Atwoodová, Shahidul Alam, Joyce Tenneson, Co Rentmeester, Gian Paolo Barbieri, Camera Club des Philippines
- Cena Higašikawy – Marian Penner Bancroft, Tokuko Ušioda, Erika Jošino, Eidži Óhaši a Keisó Tomioka
- Cena za fotografii Ihei Kimury – Ai Iwane (za knihu Kipuka a výstavu Fukušima Ondo)[20]
- Cena Kena Domona – Tokuko Ušioda (潮田 登久子 * 1940)[21]
- Cena Nobua Iny – ?
- Cena Džuna Mikiho – ?
- Cena inspirace Džuna Mikiho – ?
- Prix Paul-Émile-Borduas – Geneviève Cadieux
- Fotografická cena vévody a vévodkyně z Yorku – Elaine Stocki (Los Angeles)
- Národní fotografická cena Španělska – Leopoldo Pomés
- Hasselblad Award – Oscar Muñoz[22][23]
- Švédská cena za fotografickou publikaci – Jenny Rova za Älskling – A self-portrait through the eyes of my lovers

- Cena Roswithy Haftmann – Michelangelo Pistoletto
- Prix Pictet – ?
- Guggenheimovo stipendium – fotografka Rania Matar, John Simon Guggenheim Memorial Foundation[24]

## Velké výstavy
Přehled vybraných významných výstav:
- Koudelka: Návraty, Uměleckoprůmyslové muzeum, Praha, 22. března – 23. září 2018, kurátorka: Irena Šorfová.[25]

- Edmund Clark, The Day the Music Died, téma ochrany občanů před hrozbou mezinárodního terorismu.[26] International Center of Photography, New York, od 26. ledna do 6. května.
- Then They Came for Me: Incarceration of Japanese Americans during World War II, představující temnou epizodu v dějinách Spojených států během druhé světové války, kdy vláda ve jménu národní bezpečnosti v souladu s vyhláškou podepsanou prezidentem Franklinem Rooseveltem 19. února 1942, uvěznila 120000  lidí japonského původu bez řádného procesu a bez respektování ústavních záruk, na které měli nárok[27]. Obsahuje snímky Dorothey Langeové, Ansela Adamse a Toyo Miyatakeho, který byl sám vězněn. International Center of Photography, New York, od 26. ledna do 6. května.
- Willy Ronis par Willy Ronis – od 27. dubna do 29. září, Pavillon Carré de Baudouin, Paříž.[28]
- Průkopníci amerického modernismu — Ezra Stoller, od 20. září 2018 do 3. února 2019, Centrum fotografie bratří Lumiérů, Moskva.[29][30]
- Dorothea Lange, politiques du visible, Jeu de Paume, Paříž, od 16. října 2018 do 27. ledna 2019.[31]
- Martine Francková, retrospektiva, Fondation Henri Cartier-Bresson, Paříž, od 6. listopadu 2018 do 10. února 2019.[32]

## Významná výročí

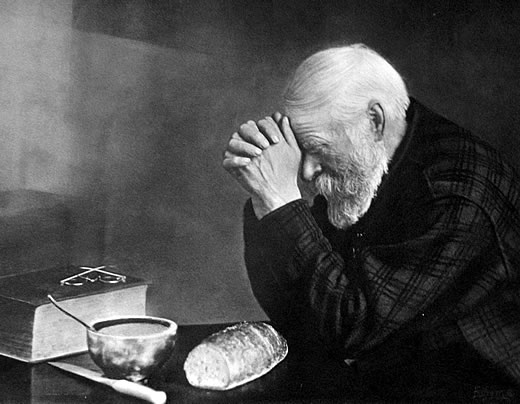
Eric Enstrom: Grace, 1918

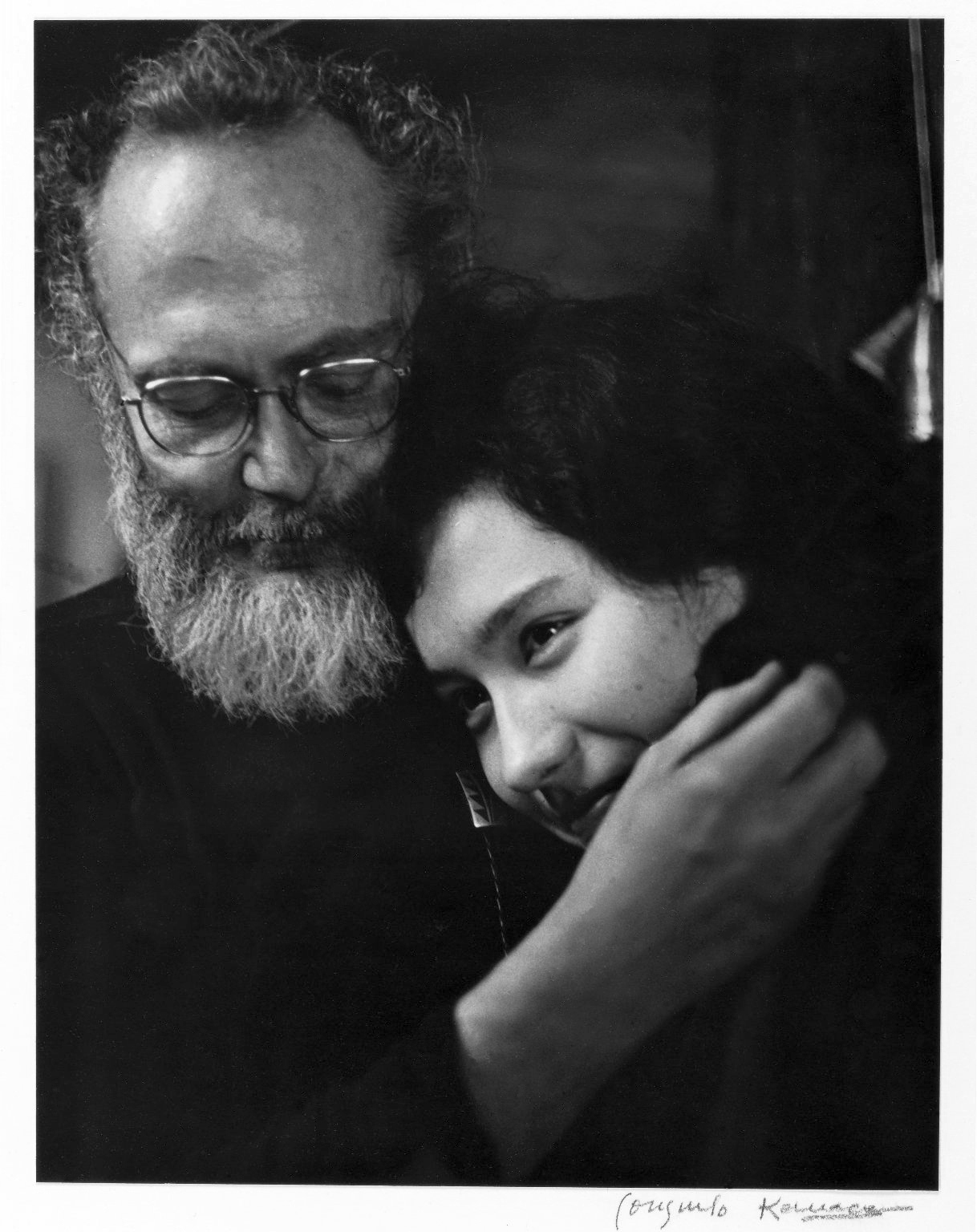
V roce 2018 uplynulo sto let od narození amerického fotožurnalisty Williama Eugena Smithe

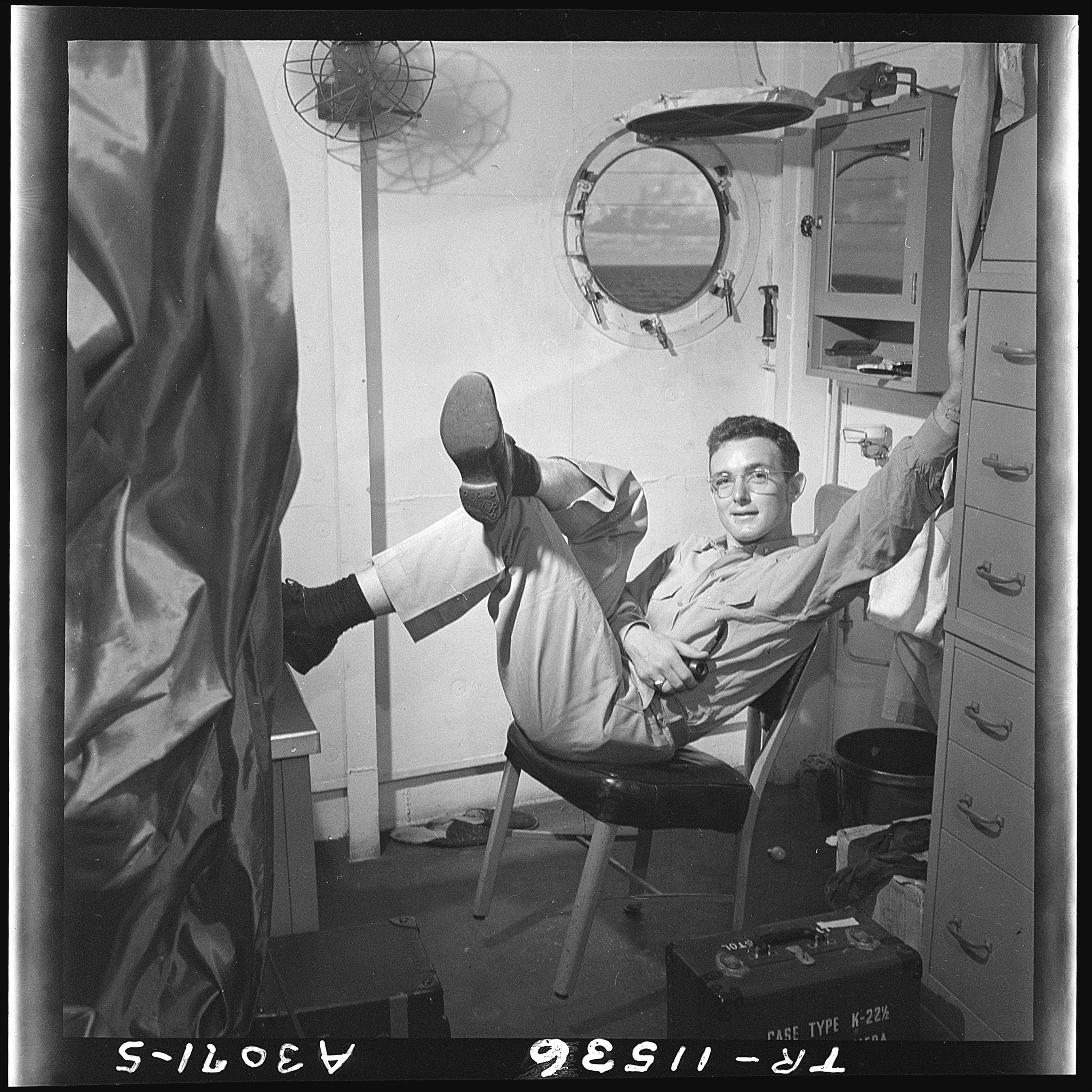
Před sto lety se narodil americký fotograf Wayne F. Miller

- V červnu 1918 Alfred Stieglitz začal fotografovat akty Georgie O'Keeffe.
- V roce 1918 Eric Enstrom pořídil snímek Grace, na kterém se muž modlí nad obyčejným jídlem.

### Sté výročí narození
- 21. května – Vilém Heckel, český fotograf a horolezec († 31. května 1970)

zahraničí
- 3. března – Arnold Newman, americký portrétní fotograf († 6. června 2006)
- 10. dubna – Cornell Capa, americký fotograf († 23. května 2008)
- 1. května – Dimitris Papadimos, řecký fotograf († 3. května 1994)
- 24. května – Dezider Hoffman, slovenský fotograf († 26. března 1986)
- 22. července – Christer Strömholm – švédský fotograf († 11. ledna 2002)
- 16. září – Charlotte Brooksová, americká fotožurnalistka, pracovala pro magazín Look († 15. března 2014)
- 19. září – Wayne F. Miller, americký fotograf († 22. května 2013)
- 10. října – Michail Trachman, sovětský novinářský fotograf († 1976)
- 25. října – Arthur Leipzig, americký fotograf († 5. prosince 2014)
- 30. prosince – William Eugene Smith, americký novinářský fotograf († 15. října 1978)
- ? – Šigeo Hajaši (林 重男) – japonský fotograf († 1. září 2002)
- ? – Kei’ičiró Gotó – japonský fotograf († 2004)

### Výročí úmrtí
- 8. ledna – Johannes Pääsuke, estonský fotograf a filmař (* 30. března 1892)
- 19. ledna – Arthur Batut, francouzský fotograf (* 9. února 1846)
- 9. února – Karel Anderle, český fotograf (* 3. července 1875)
- 3. dubna – Rudolf Dührkoop, německý fotograf (* 1. srpna 1848)
- 11. července – Hugo Henneberg, rakouský fotograf (* 27. července 1863)
- 21. října – George Fiske, americký krajinářský fotograf (* 22. října 1835)
- 24. listopadu – Severin Nilsson, švédský malíř a fotograf (* 14. ledna 1846)
- ? – Alexandre-Jacques Chantron, francouzský malíř a fotograf (* 28. ledna 1842)
- ? – Pau Audouard, španělský (katalánský) fotograf (* 1857)

## Úmrtí v roce 2018

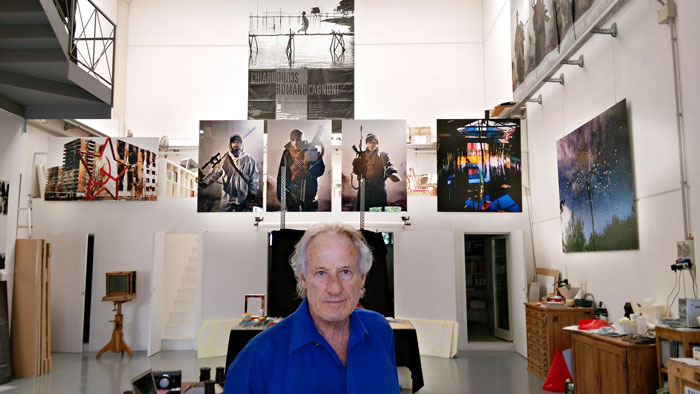
30. ledna 2018 zemřel italský fotograf Romano Cagnoni

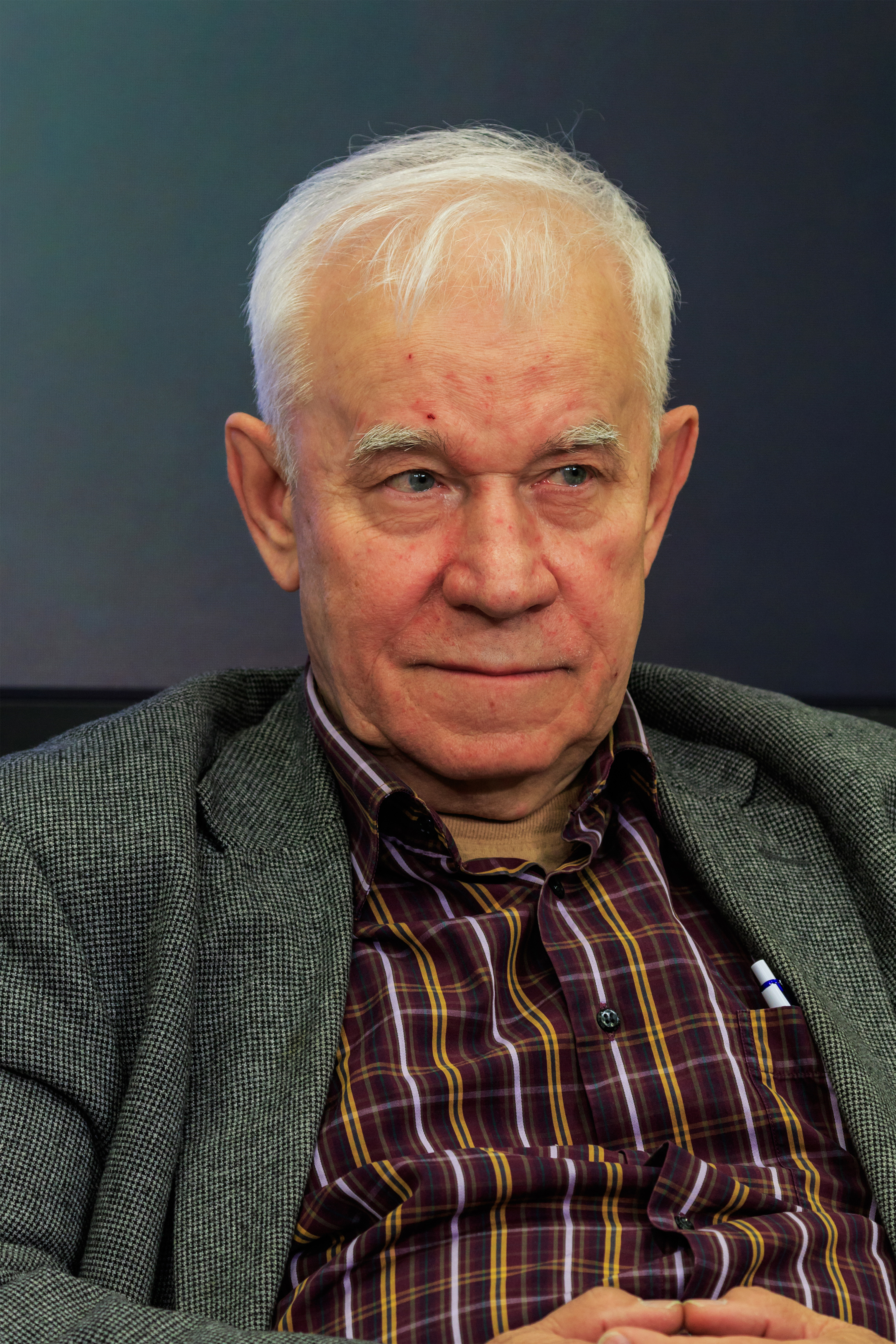
Dne 5. dubna 2018 zemřel Jurij Vasiljevič Abramočkin

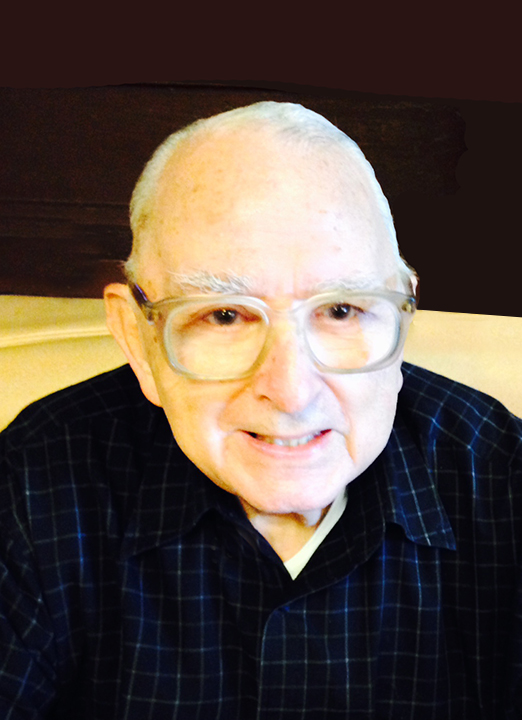
Jack Laxer zemřel 12. června 2018

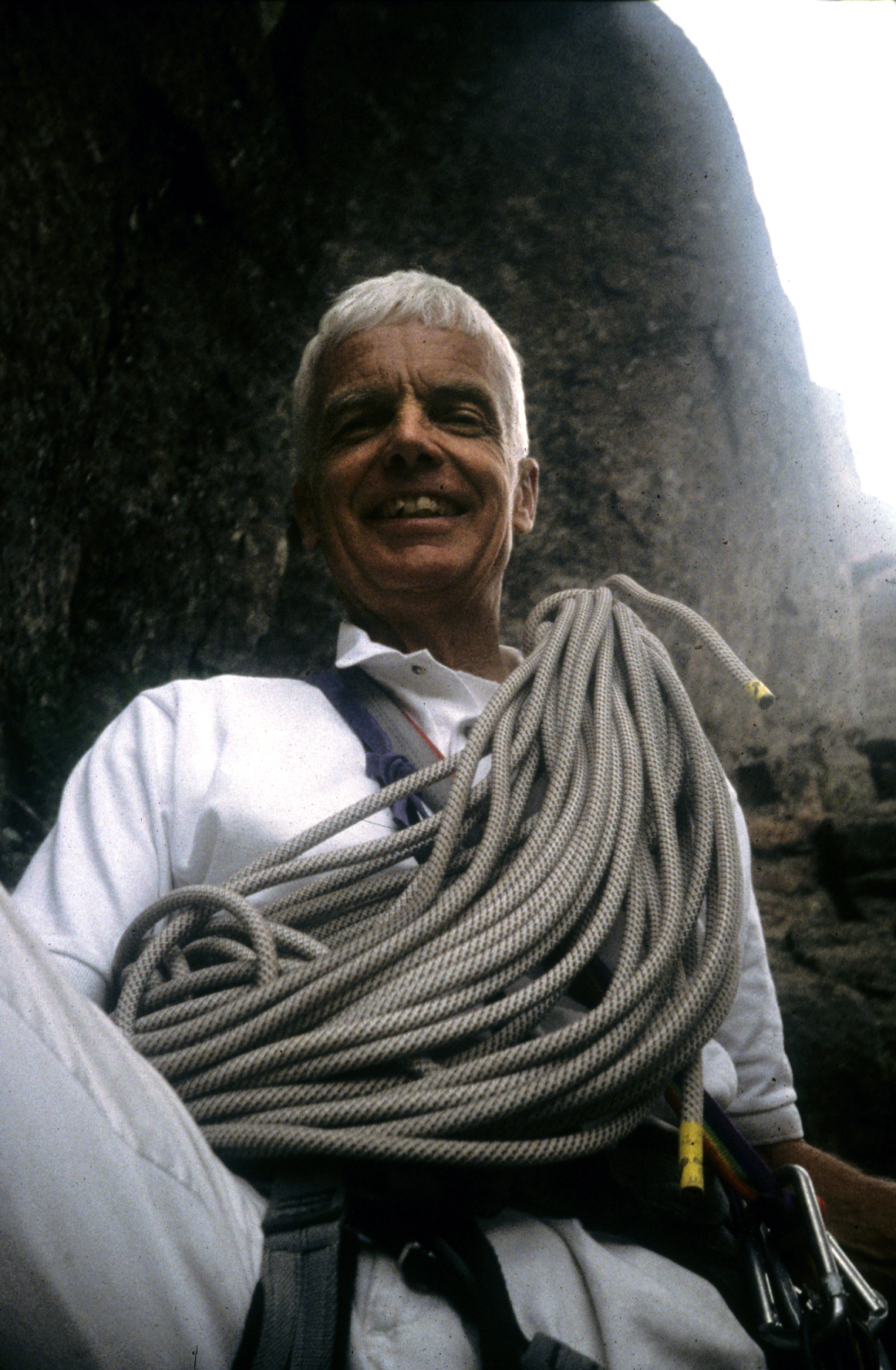
Tom Frost zemřel na rakovinu 24. srpna 2018

- 7. ledna – John Running, 78, americký fotograf, nádor na mozku.[33]
- 12. ledna – Peter H. Fürst, 84, rakouský fotograf.[34]
- 14. ledna – Erling Mandelmann, 82, dánský fotograf.[35]
- 22. ledna – Roland Gretler, 80, švýcarský fotograf a sociální vědec.[36]
- 30. ledna – Romano Cagnoni, 82, italský fotograf.[37]
- 30. ledna – Andreas Gruschke, 57, německý spisovatel a fotograf.[38]
- 3. února – Stefan Moses, 89, německý fotograf.[39]
- 12. února – Jef Geys, 83, belgický fotograf a malíř.[40]
- 19. února – Max Desfor, 104, americký fotograf (Associated Press), držitel Pulitzerovy cena za fotografii (snímek Útěk uprchlíků přes rozbitý most v Koreji, 1951).[41]
- 24. února – Laurent Troude, 50, francouzský fotožurnalista.[42]
- 26. února – Rolf Bauerdick, německý dokumentární fotograf a spisovatel.[43]
- 4. března – Jef Kratochvil, 74, český divadelní fotograf.[44][45]
- 8. března – Bettie Ringma, nizozemská fotografka (* 11. června 1944)
- 14. března – Lefty Kreh, 93, americký sportovní fotožurnalista, spisovatel a sportovní rybář.[46]
- březen – Jože Gal, slovinský fotograf (* ?)
- 5. dubna – Jurij Abramočkin, 81, ruský fotograf a fotožurnalista RIA Novosti.[47]
- 5. dubna – Džun Morinaga, japonský fotograf (* 1937)
- 5. dubna – Cynthia Chalková, 104, kanadská fotografka.[48]
- 11. dubna – Polixeni Papapetrou, 57, australská fotografka, rakovina prsu.[49]
- 14. dubna – Armando Salgado, 80, mexický fotograf a fotožurnalista, (Masakr na Slavnosti Těla a Krve Páně), rakovina slinivky.[50]
- 25. dubna – Laura Aguilar, 58, americká fotografka, komplikace z diabetu.[51]
- 25. dubna – Abbas, 74, íránský fotograf.[52]
- 28. dubna – Art Paul, 93, americký fotograf a grafik (Playboy), zápal plic.[53]
- 28. dubna – Art Shay, 96, americký fotograf (Sports Illustrated, Life) a spisovatel, selhání srdce.[53]
- 30. dubna – Shah Marai, afghánský fotožurnalista (Agence France-Presse), bombový útok v Kábulu.[54]
- 2. května – Ninalee Craig, 90, kanadská učitelka a modelka fotografky Ruth Orkin, rakovina.[55]
- 7. května – Russell McPhedran, 82, australský novinářský fotograf.[56]
- 12. května – Sam Nzima, 83, jihoafrický fotograf.[57]
- 7. června – David Douglas Duncan, 102, americký fotožurnalista.[58]
- 9. června – Clemens Kalischer, 97, americký fotožurnalista.[59]
- 12. června – Jack Laxer, 91, americký fotograf nejznámější svou prací v oblasti stereoskopie.[60]
- 15. června – Darío Villalba, 79, španělský malíř, fotograf a olympijský krasobruslař (ZOH 1956).[61]
- 25. června – David Goldblatt, 87, jihoafrický fotograf.[62]
- 3. července – Alan Diaz, 71, americký fotograf, vítěz Pulitzerovy ceny (2001).[63]
- 24. srpna – Tom Frost, 81, americký horolezec a fotograf, rakovina.[64]
- 29. srpna – Erich Lessing, 95, rakouský fotograf.[65]
- 3. září – Lydia Clarke, 95, americká herečka (The Atomic City) a fotografka.[66]
- 4. září – Khaled Tlemceni, 52, egyptský herec a fotograf, autohavárie.[67]
- 10. září – Co Westerik, 94, nizozemský malíř a fotograf.[68]
- 11. září – Tchan Fou-li, 102, fotograf z Hongkongu.[69]
- 20. září – Inge Feltrinelli, 87, italská fotografka a vydavatelka narozená v Německu.[70]
- 20. září – Henry Wessel junior, 76, americký fotograf, rakovina plic.[71]
- 26. září – Helena Almeida, 84, portugalská fotografka a malířka.[72]
- 11. října – Milton Gendel, 99, americko italský fotograf a umělecký kritik (ARTnews).[73]
- 17. října – Ara Güler, 90, turecký fotožurnalista přezdívaný „Istanbulské oko“, srdeční příhoda.[74]
- 29. října – Gérald Bloncourt, 91, haitský malíř a fotograf.[75]
- 3. listopadu – Jean Mohr, 93, švýcarský dokumentární fotograf (* 13. září 1925)[76]
- 6. listopadu – Robert Stinnett, 94, americký námořník, fotograf a spisovatel.[77]
- 15. listopadu – Jan Persson, 75, dánský fotograf, rakovina.[78]
- 18. listopadu – Peter Peryer, 77, novozélandský fotograf.[79]
- 24. listopadu – Sy Kattelson, 95, americký fotograf.[80]
- 28. listopadu – Masahiko Kacuja, 57, japonský fejetonista a fotograf, alkoholická hepatitida.[81]
- 1. prosince – Anwar Hossain, 70, bangladéšský fotograf.[82]
- 7. prosince – Paul Niedermann, 91, německo-francouzský žurnalista a fotograf.[83]
- 21. prosince – Lev Borodulin, 95, izraelský fotograf narozený v Rusku.[84]
- 25. prosince – Werner Braun, 100, izraelský fotožurnalista.[85]
- 30. prosince – Marc Hauser, 66, americký portrétní fotograf[86]
- ? – Maria Dzierżyńska, polská historička umění, fotografka, autorka recenzí a článků o umění (* 1938 – 26. května 2018)
- ? – Sam Nzima, jihoafrický fotograf, během povstání v Sowetu pořídil snímek zavražděného chlapce Hectora Pietersona, který se stal široce rozšířeným a vlivným obrazem (* 8. srpna 1934 – 12. května 2018)
- ? – Anna Łośová, polská fotografka a fotoreportérka, Gazeta Wyborcza, Newsweek Polska, Przekrój, Polityka, Marie Claire (* 18. března 1958 – 9. ledna 2018)
- ? – Jaroslav Luzum, český fotograf a tenisový trenér, spolupracoval se skupinou Fotos (4. března 1940 – 2018)
- ? – Tove Kurtzweilová, dánská fotografka, dlouhá léta spojena s fotografickou školou Fatamorgana (10. září 1938 – 2. srpna 2018)[87]
- ? – Růžena Švecová, česká fotografka a pedagožka, témata: děti, nemocnice, městská panoramata; členka českobudějovické fotografické skupiny Fotos (* 3. března 1941 – 18. března 2018)